# Działko Typ 99
Działko Typ 99 (karabin maszynowy Marynarki Typ 99) – działko lotnicze kalibru 20 mm używane w samolotach Japońskiej Cesarskiej Marynarki Wojennej w okresie II wojny światowej. Produkowane w wersjach Typ 99-1 i Typ 99-2. Działko bazowało na licencyjnym Oerlikonie FF.

## Nazwa
W Cesarskiej Marynarce Wojennej wszystkie automatyczne karabiny i działka lotnicze bez względu na ich kaliber określane były mianem kijuu (skrót od kikan juu czy „karabin maszynowy”), dalsze oznaczenie to rok wprowadzenia do służby i pokazywało dwie ostatnie cyfry roku według kalendarza japońskiego (2599 – 1939 w kalendarzu gregoriańskim). W przypadku wprowadzenia modyfikacji w wyniku których powstał nowy model tej samej broni otrzymywała ona oznaczenie gata („model”), mniejsze modyfikacje w ramach tego samego modelu oznaczane były słowem kai (kaizo – „modyfikacja”, „zmiana”), na przykład oznaczenie 99 shiki 3 gata kai 2 jest tłumaczone jako „typ 99, model 3, druga modyfikacja”.

## Historia
W 1935 japońska Marynarka zakupiła przez podstawione osoby trzecie po kilka egzemplarzy działek Oerlikona FF F, FF L i FF S, które zostały zbadane i bardzo wysoko ocenione. W 1937 utworzono przedsiębiorstwo Dainihon Heiki KK, które dzięki pomocy Marynarki zakupiło licencje do budowy wszystkich trzech działek. Od 1939 przedsiębiorstwo Dainihon Heiki prowadziło już produkcję seryjną na dużą skalę.
Nazewnictwo produkowanych w Japonii oerlikonów FF F przeszło przez kilka zmian; pierwsze działa znane były jako „E shiki 1 gata” (wzór E, model 1 – „E” to skrót od „Erikon”, japońskiej pisowni Oerlikona), następnie znane były jako „E shiki 1 gou”, a do służby weszły już pod oznaczeniem „Typ 99-1” („99” to rok produkcji – zobacz wyżej, a „1” to pierwszy rodzaj takiego działka, w tym samym roku do produkcji, a później do służby weszło działko Typ 99-2).
Z kolei pierwsze produkowane w Japonii oerlikony FF L były znane jako „E shiki 2 gata” (wzór E, model 2 – „E” to skrót od „Erikon”), następnie znane były jako „E shiki 2 gou”, a do służby weszły pod oznaczeniem „Typ 99-2”
Działko Typ 99-1 produkowane było w wersji stałej i ruchomej, wersja ruchoma było nieco cięższa (z powodu dodatkowych akcesoriów) i dłuższa (tłumik płomieni i inne).
W czasie wojny działka Typ 99-1 były wielokrotnie modernizowane, wersja nieruchoma działka miała cztery różne modele (gata), wersja ruchoma miała przynajmniej dwa modele, każdy z dwoma modyfikacjami (kai).
Działka Typ 99-1 z powodu stosunkowo niskiej prędkości wylotowej pocisków miały dość zakrzywioną trajektorię lotu i działka tego typu nie było początkowo lubiane przez pilotów.
Działko Typ 99-2 produkowane było w tylko wersji stałej – nieruchomej w myśliwcach lub ruchomej w wieżyczkach mechanicznych, nie produkowano wersji ruchomej, obsługiwanej ręcznie jak w przypadku działka Typ 99-1. Działko używane było także w instalacjach typu Schräge Musik w myśliwcach nocnych takich jak Yokosuka D4Y2 i Nakajima J1N1-S.
W czasie wojny działka Typ 99-2 były wielokrotnie modernizowane, produkowano przynajmniej pięć wersji (gata) działka. Wersja piąta została przyjęta do służby w maju 1945 i być może nie została użyta bojowo, wersja czwarta miała zmieniony mechanizm buforu zamka z kilkoma bardzo silnymi sprężynami i większą szybkostrzelność
Działka Typ 99-1 używane były między innymi w takich samolotach jak:
- Kawanishi H6K[9]
- Kawanishi H8K[10]
- Mitsubishi G3M[11]
- Mitsubishi G4M[12]
- Kawanishi N1K[13]
- Mitsubishi A6M[14]
- Nakajima J1N[15]
- Nakajima C6N[16]
- Yokosuka P1Y[17]
- Mitsubishi J2M[18]

Działka Typ 99-2 w znacznej mierze zastąpiło działko Typ 99-1 i używane były między innymi w takich samolotach jak:
- Aichi E16A[19]
- Aichi B7A[20]
- Kawanishi N1K1-J[13]
- Mitsubishi A6M[14]
- Mitsubishi G4M[21]
- Mitsubishi J2M[22]
- Nakajima J1N[15]
- Yokosuka D4Y[23]